# Macreupoca
Macreupoca és un gènere d'arnes de la família Crambidae.

## Taxonomia
- Macreupoca penai Munroe, 1964
- Macreupoca spectralis